# Bernard Ebbinghouse
Bernard Ebbinghouse (* 18. März 1927 in Düsseldorf; † 24. Februar 2012 in West Molesey, Surrey) war ein britischer Jazz- und Unterhaltungsmusiker, der auch durch seine Filmmusiken bekannt wurde.
Ebbinghouse, der 1935 nach England zog, arrangierte für Geraldo, Kurt Edelhagen, die NDR-Bigband, Caterina Valente und Placido Domingo. Auch leitete er ein eigenes Studioorchester, mit dem er Schlagersänger wie Cliff Richard begleitete. Daneben komponierte er für das Fernsehen (seine Titelmelodie für The Human Jungle spielte John Barry mit seiner Seven ein), für Edgar-Wallace-Filme und zahlreiche weitere Spielfilme. In den 1960er- und 1970er-Jahren veröffentlichte er Soundtrackalben und Easy-Listening-Musik.

## Filmografie (Auswahl)
- 1961: Never Back Losers
- 1961: Clue of the Silver Key
- 1961: Attempt to Kill
- 1961: Man Detained
- 1962: Flat Two
- 1962: Backfire!
- 1962: Solo für Inspektor Sparrow (Scotland Yard accepts the Challenge)
- 1962: Der Dolch im Rücken (Death Trap)
- 1962: Die Rache des Mörders (Scotland Yard takes its Revenge)
- 1963: Verwechselte Partner (Change Partners)
- 1963: Edgar Wallace: Einer kann gewinnen (On the Run)
- 1963: Küsse für den Mörder (Ricochet)
- 1963: Accidental Death
- 1968: Die Pille war an allem schuld  (Prudence at the Pill)
- 1970: Mord nach Art des Hauses (Mumsy, Nanny, Sonny & Girly)
- 1973: Geschichten, die zum Wahnsinn führen (Tales That Witness Madness)

## Lexikalische Einträge
- Jürgen Wölfer: Jazz in Deutschland. Das Lexikon. Alle Musiker und Plattenfirmen von 1920 bis heute. Hannibal, Höfen 2008, ISBN 978-3-85445-274-4.